# Ministeri d'Hisenda i Administracions Públiques d'Espanya
El Ministeri d'Hisenda i Administracions Públiques d'Espanya va ser un dels departaments ministerials en els quals s'organitza l'Administració General de l'Estat. El seu titular era el ministre d'Hisenda i Administracions Públiques.
Va ser creat el 2011 pel president del Govern d'Espanya, Mariano Rajoy Brey, amb la finalitat de fusionar en un mateix departament les competències de l'Administració General de l'Estat en matèria d'hisenda i administracions públiques. Va ser suprimit el 2016 i les seves funcions van ser assumides pel Ministeris d'Hisenda i Funció Pública i de la Presidència i per les Administracions Territorials.

## Funcions
Corresponien al Ministeri d'Hisenda i Administracions Públiques:
- Proposar i executar la política del Govern d'Espanya en matèria d'hisenda pública, de pressupostos i de despeses.
- Proposar i exectuar la política del Govern d'Espanya en matèria de funció pública i de reforma i organització de l'Administració General de l'Estat.
- Les relacions amb les comunitats autònomes i les entitats que integren l'Administració Local.

## Estructura
El ministeri s'estructurava en els següents òrgans superiors:
- Secretaria d'Estat d'Hisenda
- Secretaria d'Estat de Pressupostos i Despeses
- Secretaria d'Estat d'Administracions Públiques

## Organismes dependents
Depenen del ministeri els següents organismes de l'Administració General de l'Estat:
- Agència Estatal de l'Administració Tributària

## Llista de ministres
| Titular                  | Partit polític | Inici mandat           | Finalització mandat   |
| ------------------------ | -------------- | ---------------------- | --------------------- |
| Cristóbal Montoro Romero | PP             | 22 de desembre de 2011 | 4 de novembre de 2016 |

## Cronologia

### Hisenda
- 1705: Creació de la Secretaria de Despatx Universal d'Hisenda
- 1849: Instauració del Ministeri d'Hisenda
- 1923: Supressió del Ministeri d'Hisenda.
- 1925: Recuperació del Ministeri d'Hisenda.
- 1937: El Govern de la República Espanyola crea el Ministeri d'Hisenda i Economia (1937-39).
- 1982: Es crea el Ministeri d'Hisenda i Economia.
- 2000: Es recuepra el Ministeri d'Hisenda.
- 2004: Es crea el Ministeri d'Economia i Hisenda.
- 2009: Es crea la Vicepresidència d'Economia i Hisenda del Govern d'Espanya.
- 2011: Es crea el Ministeri d'Hisenda i Administracions Públiques.
- 2016: Es crea el Ministeri d'Hisenda i Funció Pública.

### Administracions Públiques
- 1977: El president del Govern d'Espanya, Adolfo Suárez, nomena un ministre adjunt per les relacions amb les Regions, sense cartera.[3]
- 1979: Creació del Ministeri d'Administració Territorial d'Espanya.[4]
- 1986: Substitució pel Ministeri per les Administracions Públiques.[5]
- 1996: Nou canvi de denominació i es crea el Ministeri d'Administracions Públiques.[6]
- 2009: Es crea el Ministeri de Política Territorial.[7]
- 2010: Passa a denominar-se Ministeri de Política Territorial i Administracions Públiques.[8]
- 2011: Durant uns mesos el Ministeri s'adscriu a la Vicepresidència del Govern d'Espanya de Política Territorial.[9]
- 2011: Fusió de les competències del ministeri amb les d'Hisenda i es crea el Ministeri d'Hisenda i Administracions Públiques.[10]
- 2016: Creació del Ministeri de la Presidència i per les Administracions Territorials.[11]